# Bernardo Bellotto

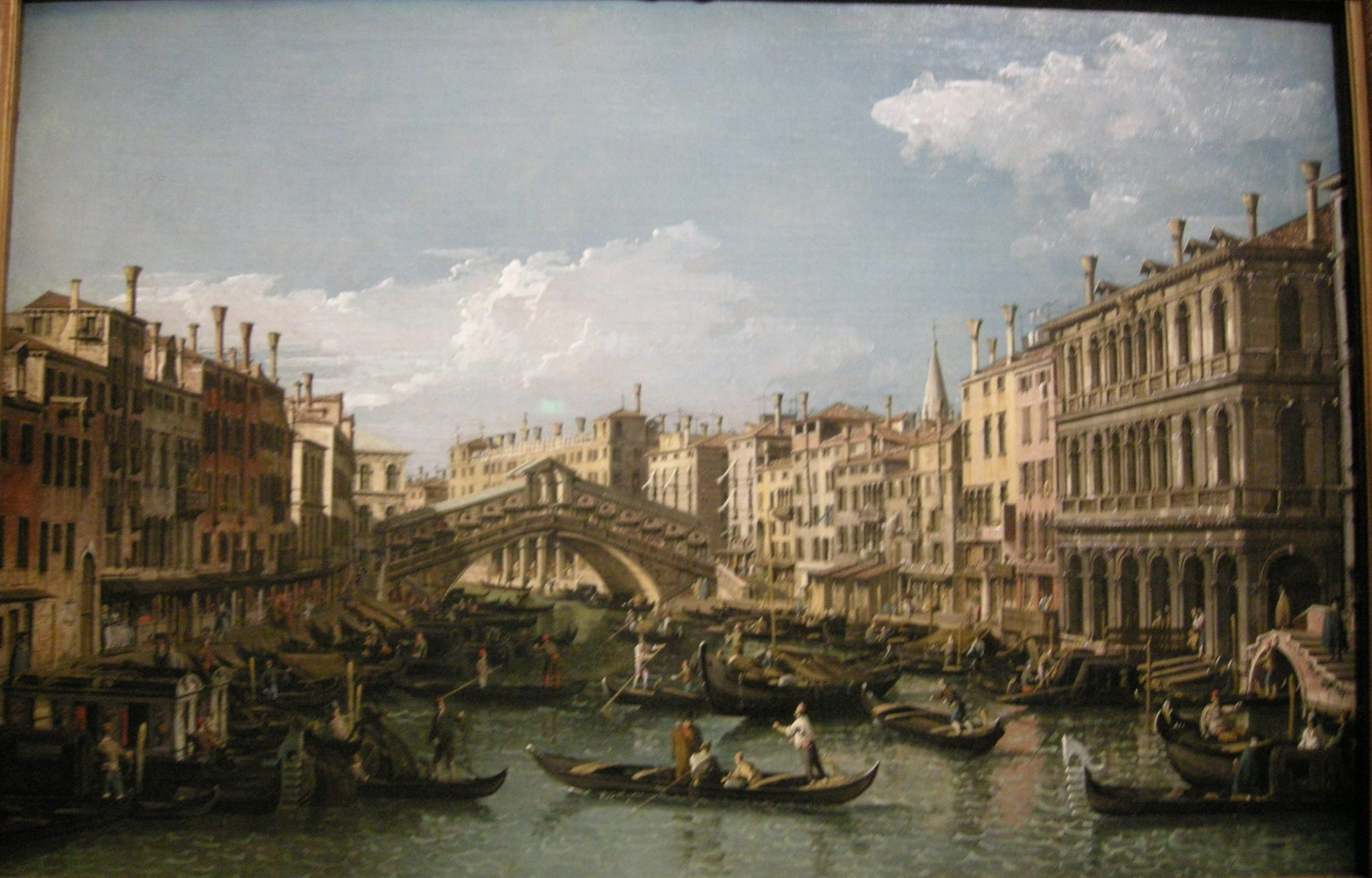
A Canal Grande látképe a Rialto-híddal (1738 körül)

Bernardo Bellotto (Velence, 1720. január 30. – Varsó, 1780. október 17.) olasz tájképfestő, Canaletto tanítványa.

## Élete
Bernardo Bellotto anyai ágon Canaletto unokaöccse volt, aki hozzájárult képzéséhez: az ifjú korán tehetséget mutatott a látképfestészetben, azt frissebbé-kellemesebbé tette. 1738-ban beiratkozott a velencei festőcéhbe. Nagybátyját követve, beutazza Venetót, Rómát, Firenzét, Torinót, hogy azután rövid időre Velencébe térjen vissza.

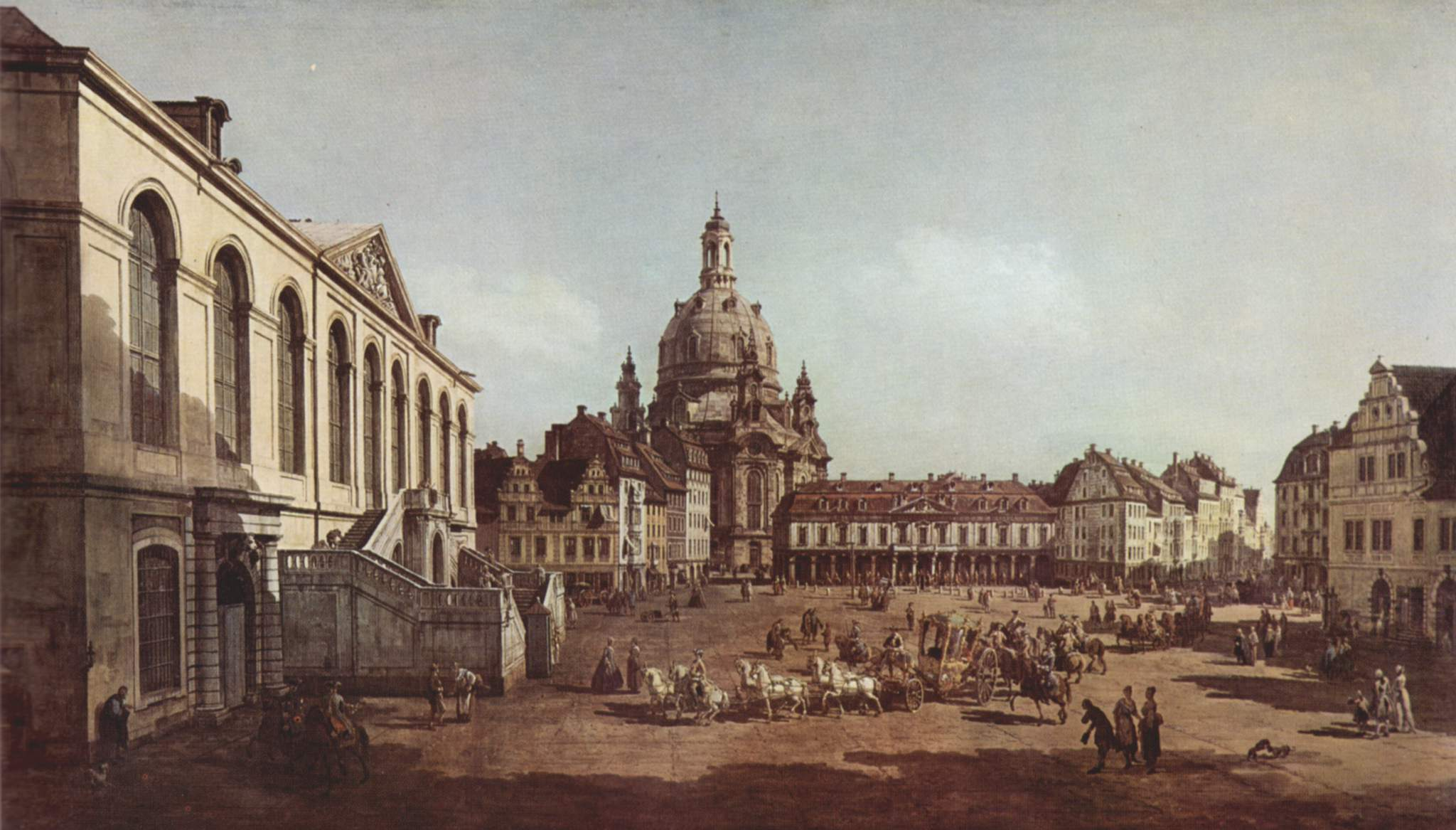
Drezda látképe (1749-1751)

A német nyelvű és a velük határos országokban még ma is „Canalettónak nevezett Bernardo Bellottóként” tisztelik. S valóban, hivatása egyenrangúsításának elején, amely 1742-es római utazása táján érett be, Bellotto híresebb nagybátyja támogatását és művésznevét vette igénybe. Jellemző különbség a fiatalabb művész javára az építészet alaposabb megfigyelése, az ég és a föld dinamikusabb ábrázolása, a világos-sötét (kontraszt) drámaibb használata, és az ábrázolt tájak sokkal nagyobb változatossága.
1747-ben, csupán 26 évesen II. Ágost szász választófejedelem meghívására Drezdába költözött. Itt hamar európai hírnévre és sikerekre tett szert.

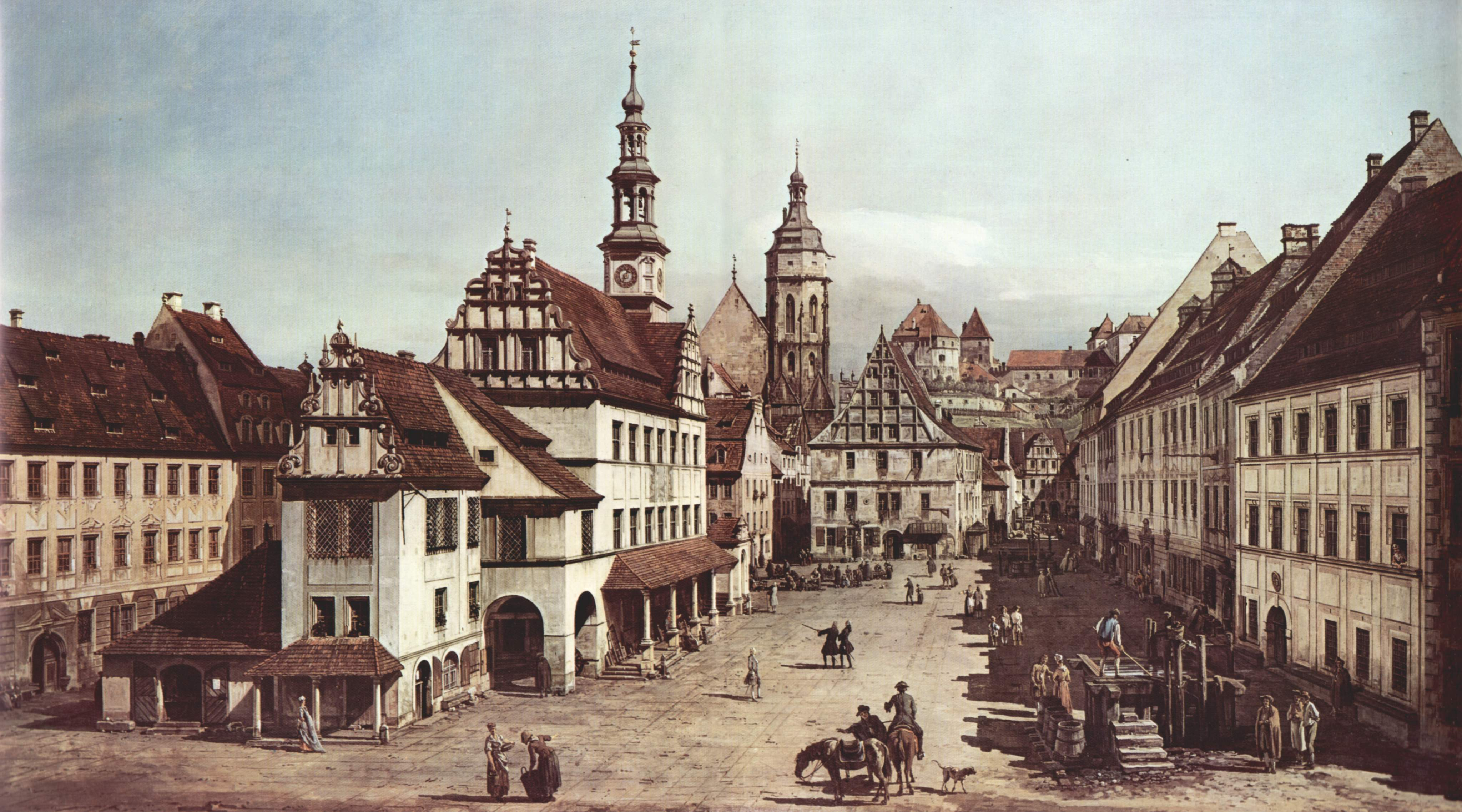
Pirna piacterének látképe (1753-1754)

1758-ban Mária Terézia, Ausztria uralkodó főhercegnője Bécsbe hívta. Három évvel később már Münchenben volt, öt év múlva visszatért Drezdába, majd pedig végleg Varsóba költözött.

## Művei
Az általa bejárt helyszínek kitörölhetetlen nyomokat hagytak vásznain, amelyek művészetét szabatosan megkülönböztetik a gondosan megfigyelt, sajátos fénystruktúrájukkal. A Varsóban festett tájképei mintául szolgáltak a város második világháborús bombázásait követő rekonstrukciójához.
- Capriccio romokkal, London, London
- Szent Márk tér, Cleveland (Ohio), Museum of Art
- Bécs a Belvederéről nézve, Bécs, Kunsthistorisches Museum
- Capriccio a kufárok templomból való kiűzetésével
- Gazzada látképe, Milánó, Palazzo di Brera
- A királyi palota kertjei, Torino, Galleria Sabauda
- A Canal Grande és a Vámbejáró, Szentpétervár, Ermitázs
- A drezdai Frauenkirche, Drezda, Gemäldegalerie
- Varsó látképe a királyi palota felől, Varsó, Nemzeti múzeum
- Vaprio d'Adda látképe, New York, Metropolitan Museum

## Bibliográfia
- Bernardo Bellotto: egy velencei festő Varsóban, a párizsi kiállítás katalógusa S. Loire, H. Malachovicz és A. Rottermund gondozásában, Milánó, 2004
- C. Beddington, Bernardo Bellotto and his circle in Italy : part I; not Canaletto but Bellotto, in "The Burlington magazine", 146, n. 1219, 2004
- F. Pedrocco, schede in Pinacoteca Giovanni e Marella Agnelli al Lingotto, Genf-Milánó, 2002,
- Bernardo Bellotto, visszatérés Veronába: a város képe a Settecentóban, a veronai kiállítás katalógusa G. Marini gondozásában, Velence, 2002
- Stefan Kozakiewicz: Bernardo Bellotto, genannt Canaletto, I. kötet „Leben und Werk”: 310. o.; II. kötet „Katalógus”: 532, Verlag Aurel Bongers, Recklinghausen, 1972

## Fordítás
Ez a szócikk részben vagy egészben  a   Bernardo Bellotto című olasz Wikipédia-szócikk ezen változatának fordításán alapul.  Az eredeti cikk szerkesztőit annak laptörténete sorolja fel. Ez a jelzés csupán a megfogalmazás eredetét és a szerzői jogokat jelzi, nem szolgál a cikkben szereplő információk forrásmegjelöléseként.